# Kindi llajtu
Kindi Llajtu Álvarez Jacanamijoy (Manoy, Santiago, Putumayo; 1 de septiembre de 1975) es un pintor colombiano de la cultura inga que desde pequeño se formó con la sabiduría ancestral. Ha tenido varias exposiciones individuales y colectivas de arte en México, Francia y Colombia, su última exposición se va a realizar en Brasil.

## Biografía
Cuando niño se estuvo con sus abuelos aprendiendo de su cultura y de su tradición nutriéndose con los colores y sabiduría ancestral de aquella.
Sus estudios superiores fueron en Universidad Nacional de Colombia en la facultad de Bellas Artes, se graduó en 1998.

## Pintura
"Para mí, la línea es un río, un árbol, un horizonte o una vasija. Una línea no es necesariamente recta, sino que puede ser como un caracol que se contrae y se expande". Sus obras se basan en la sabiduría ancestral de su cultura la cual la expresa a través de líneas, tiene una técnica de acrílico óleo lienzo la cual le permite raparlo de forma que haga un fondo multicolor que parezca que haya una textura áspera la cual al tocarlo es tersa.

## Exposiciones[4]
- Objetos Naturales - Casa de la cultura Valledupar 1998.
- De naturaleza Espiritual - Convenio Andrés Bello - Bogotá 1998.
- Entretejiendo colores - Museo de Arte Universidad Nacional de Colombia 1997.
- Pescador de Colores - Fundación Santillana - Bogotá 2002.
- La nueva pintura colombiana - Palacio de san Carlos - Bogotá 2003.
- Pintura fresca - Cámara de Comercio - Bogotá 2004.
- Salón Premio Fernando Botero - Coorferias - Bogotá 2005.
- Salón Nacional de artistas - Bogotá 2005.
- El color de la Memoria - Galería la cometa - Bogotá, Colombia 2006.
- Ir y volver Galería - Cartagena de Indias 2007.
- El río Galería AH . Medellín, Colombia 2008.
- Objetos naturales Casa Lam - Ciudad de México 2009.
- Visiones - Galería Montealegre - Bogotá 2010.
- Recordar jugando - Galería la cometa - Bogotá 2011.
- A ojo cerrado - Galería Lalocalidad - Bogotá 2013.
- Un alMA tiene vida - Galería alMA - Bogotá 2017.

## Distinciones[3]
- Seleccionado para el calendario propal - 2005.
- Pintura colombiana las nuevas tendencias. Finalistas convocatoria premio Fernando Botero - 2005.
- Fue seleccionado por el Banco Mundial en el proyecto el cambio.